# Hernán Caruso
Hernán Gabriel Caruso (Buenos Aires, 24 aprile 1975) è un ex calciatore ed ex giocatore di calcio a 5 argentino.

## Caratteristiche tecniche
Giocatore molto fisico con spiccata propensione offensiva, era utilizzato prevalentemente come pivot o in alternativa come laterale offensivo. Amante del dribbling e dotato di un indiscutibile talento nell'utilizzo della suola, risultava tuttavia lento nel movimento e flemmatico nella corsa.

## Carriera

### Calcio
Entrato nel settore giovanile dell'Independiente a sedici anni, due anni più tardi esordisce nella Primera División, collezionando due apparizioni. La stagione successiva è ceduto in prestito al Club Sportivo Dock Sud con cui vince il campionato di Primera B Metropolitana. Tornato all'Independiente, il giocatore è vittima di un grave infortunio (frattura di tibia e perone) che ne blocca l'ascesa, convincendolo ad andare a giocare nei massimi campionati di Honduras, Messico e San Salvador.

### Calcio a 5
Dopo un timido tentativo nel Beach soccer, dal 1998 si dedica unicamente al futsal, disputando due campionati in patria prima di trasferirsi in Italia nelle file del Green Tower Trento in Serie B. Nel 2001-02 si trasferisce alla Virtus Brescia nella medesima categoria ma a metà stagione fa ritorno in Argentina nelle file del Villa Modelo. Con la compagine rossonera vince il torneo di Apertura, venendo premiato come miglior giocatore del torneo e convincendo il ct Fabián López a convocarlo in Nazionale. Fa quindi ritorno in Italia nelle file del Trento Calcio a 5 che trascina alla vittoria del campionato regionale di Serie C e alla conseguente promozione. Nella stagione 2003-04 si accorda con il Treviso con cui vince il proprio girone della Serie B mentre le due stagioni successive gioca nella serie C1 veneta con la maglia del Sedico; si congeda dalla società bianconera con la vittoria dei play-off nazionali di serie C1. Nella stagione 2006-07 firma un triennale con l'Arzignano Grifo con cui esordisce nella UEFA Futsal Cup, ma già a novembre dello stesso anno passa in prestito al Dese in serie A2. La stagione seguente si trasferisce ancora in prestito al Napoli ma dopo pochi mesi ritorna al Sedico in Serie B. Nel 2008-09 vince nuovamente il massimo campionato regionale del Trentino-Alto Adige, questa volta con il Povoli Team di Riva del Garda. Per il debutto in serie B la società allestisce una squadra di categoria superiore, che oltre al confermato Caruso è impreziosita dall'arrivo di Márcio Brancher, Fabrizio Amoroso e Caio Farina. La squadra sia in campionato che in Coppa non incontra rivali capaci di tenerle testa ma il mancato pagamento degli stipendi convince i giocatori a trovarsi una diversa sistemazione nella finestra invernale di futsalmercato. Motivi familiari convincono Caruso a scendere di categoria accasandosi all'Alta Marca dove rimane per due campionati di Serie C1, al termine dei quali si ritira.
Nella stagione 2016-17 entra a far parte della società Futsal Rovereto come punto di riferimento della serie C1 del Trentino Alto-Adige.

## Palmarès

### Club
- División de Honor: 1

Villa Modelo:
Apertura: 2002
- Supercoppa Italiana: 1

Arzignano Grifo: 2006

### Individuali
- MVP della División de Honor: 1

Apertura: 2002